# Smučarski skoki v sezoni 1964/65
Smučarski skoki v sezoni 1964/65. To je pregled najpomembnejših tekem v smučarskih skokih v sezoni 1964/65. Tekme niso bile povezane v svetovni pokal, ki ga je ustanovila Mednarodna smučarska organizacija s sezono 1979/80.

## Tekme

### Razred A
| Datum              | Prizorišče             | Skakalnica                | Opomba                          | Zmagovalec        | Drugi            | Tretji           | Vir          |
| ------------------ | ---------------------- | ------------------------- | ------------------------------- | ----------------- | ---------------- | ---------------- | ------------ |
| 27. december 1964  | Oberstdorf             | Schattenbergschanze       | Turneja štirih skakalnic        | Torgeir Brandtzæg | Pjotr Kovalenko  | Dave Hicks       | [ 1 ]        |
| 1. januar 1965     | Garmisch-Partenkirchen | Große Olympiaschanze      | Turneja štirih skakalnic        | Erkki Pukka       | Heini Ihle       | Helmut Kurz      | [ 2 ]        |
| 3. januar 1965     | Innsbruck              | Bergiselschanze           | Turneja štirih skakalnic        | Torgeir Brandtzæg | Bjørn Wirkola    | Józef Przybyła   | [ 3 ]        |
| 6. januar 1965     | Bischofshofen          | Paul-Außerleitner-Schanze | Turneja štirih skakalnic        | Bjørn Wirkola     | Dalibor Motejlek | Viktor Krjukov   | [ 4 ]        |
|                    | Skupno:                | Skupno:                   | Turneja štirih skakalnic        | Torgeir Brandtzæg | Bjørn Wirkola    | Dalibor Motejlek | [ 4 ]        |
| 7. marec 1965      | Lahti                  | Intiaanikukkula           | Smučarske igre Lahti            | Torgeir Brandtzæg | Bjørn Wirkola    | Dieter Neuendorf | [ 5 ] [ 6 ]  |
| 14. marec 1965     | Oslo                   | Holmenkollbakken          | Smučarski festival Holmenkollen | Dieter Neuendorf  | Lars Grini       | Toralf Engan     | [ 7 ] [ 8 ]  |
| 19.–21. marec 1965 | Bad Mitterndorf        | Kulm                      | Teden smučarskih poletov        | Henrik Ohlmeyer   | Bernd Karwofsky  | Peter Lesser     | [ 9 ] [ 10 ] |

### Ostale tekme
| Datum             | Prizorišče             | Skakalnica                   | Opomba                                   | Zmagovalec                      | Drugi                           | Tretji                          | Vir             |
| ----------------- | ---------------------- | ---------------------------- | ---------------------------------------- | ------------------------------- | ------------------------------- | ------------------------------- | --------------- |
| 26. december 1964 | St. Moritz             | Olympiaschanze               | Božična tekma                            | Bruno De Zordo                  | Günther Göllner                 | Heribert Schmid                 | [ 11 ] [ 12 ]   |
| 10. januar 1965   | Kavgolovo              | Tramplin Kavgolovo           |                                          | Peter Lesser                    | Pauli Ukkonen                   | Pjotr Kovalenko                 | [ 13 ] [ 14 ]   |
| 10. januar 1965   | Ljubljana              | Skakalnica na Galetovem      | Memorial Branka Bozička                  | Giacomo Aimoni                  | Horst Queck                     | Jozef Metelka                   | [ 15 ] [ 14 ]   |
| 11. januar 1965   | Semmering              | Liechtensteinschanze         | Serija Kupus                             | Josef Matouš                    | Sepp Lichtenegger               | Willy Schuster                  | [ 16 ] [ 17 ]   |
| 12. januar 1965   | Maribor                | Pekrska gorca                |                                          | Ludvik Zajc                     | Gilbert Poirot                  | Peter Eržen                     | [ 18 ] [ 19 ]   |
| 15. januar 1965   | Mürzzuschlag           | Ganzsteinschanze             |                                          | Gilbert Poirot                  | Jiří Raška                      | Peter Müller                    | [ 20 ]          |
| 16. januar 1965   | Fox River Grove        | Cary Hill                    |                                          | Torgeir Brandtzæg               | Dave Hicks                      | Toralf Engan                    | [ 21 ] [ 22 ]   |
| 17. januar 1965   | Fox River Grove        | Cary Hill                    |                                          | Torgeir Brandtzæg               | Toralf Engan                    | Dave Hicks                      | [ 23 ] [ 22 ]   |
| 17. januar 1965   | Le Brassus             | La Chirurgienne              |                                          | Dieter Neuendorf                | Josef Matouš                    | Mihail Veretenikov              | [ 24 ] [ 25 ]   |
| 24. januar 1965   | Eau Claire             | Hendrickson Hill K61         |                                          | Niilo Halonen                   | Dave Hicks                      | Tom Peterson                    | [ 26 ] [ 27 ]   |
| 24. januar 1965   | Zahomec                | Natursprunganlage K60        |                                          | Albino Bazzana                  | Miro Oman                       | Aido Olivotti                   | [ 28 ]          |
| 24. januar 1965   | Unterwasser            | Säntisschanze K65            | Švicarska turneja                        | Giacomo Aimoni                  | Pauli Ukkonen                   | Kjell Sjöberg                   | [ 29 ] [ 30 ]   |
| 26. januar 1965   | St. Moritz             | Olympiaschanze               | Švicarska turneja                        | Heini Ihle                      | Torbjørn Yggeseth               | Giacomo Aimoni                  | [ 31 ] [ 32 ]   |
| 28. januar 1965   | Arosa                  | Sprungschanzen Arosa         | Švicarska turneja                        | Kjell Sjöberg                   | Heini Ihle                      | Giacomo Aimoni                  | [ 33 ] [ 34 ]   |
| 31. januar 1965   | Le Locle               | Tremplin de la Combe Girard  | Švicarska turneja                        | Kjell Sjöberg                   | Helmut Kurz                     | Torbjørn Yggeseth               | [ 35 ] [ 36 ]   |
|                   | Skupno:                | Skupno:                      | Švicarska turneja                        | Kjell Sjöberg                   | Giacomo Aimoni                  | Pauli Ukkonen                   | [ 36 ]          |
| 28. januar 1965   | Špindlerův Mlýn        | Svatý Petr K86               | Bohemska turneja / Turneja prijateljstva | Josef Matouš                    | Veit Kührt                      | Dieter Scharf                   | [ 37 ] [ 38 ]   |
| 29. januar 1965   | Vysoké nad Jizerou     | Grubenschanze                | Bohemska turneja / Turneja prijateljstva | Josef Matouš                    | Alfred Lesser                   | Dieter Scharf                   | [ 39 ] [ 40 ]   |
| 31. januar 1965   | Banská Bystrica        | Srnková                      | Bohemska turneja / Turneja prijateljstva | Mihail Veretenikov              | Josef Matouš                    | Zbyněk Hubač                    | [ 41 ] [ 42 ]   |
|                   | Skupno:                | Skupno:                      | Bohemska turneja / Turneja prijateljstva | Josef Matouš                    | Mihail Veretenikov              | Zbyněk Hubač                    | [ 42 ]          |
| 30. januar 1965   | Lake Placid            | Velika olimpijska skakalnica |                                          | Toralf Engan                    | Jukio Kasaja                    | Peter Müller                    | [ 43 ] [ 44 ]   |
| 2. februar 1965   | Berchtesgaden          | Kälbersteinschanze           |                                          | Franz Keller                    | Sepp Zehnder                    | Oswald Schinze                  | [ 45 ]          |
| 7. februar 1965   | Falun                  | Källviksbacken               | Švedske smučarske igre                   | odpovedano zaradi močnega vetra | odpovedano zaradi močnega vetra | odpovedano zaradi močnega vetra | [ 46 ]          |
| 7. februar 1965   | Leavenworth            | Bakke Hill K100              |                                          | Toralf Engan                    | Jukio Kasaja                    | Jay Martin                      | [ 47 ] [ 48 ]   |
| 14. februar 1965  | Oberhof                | Rennsteigschanze             | Zimske igre Oberhofer                    | Peter Lesser                    | Ryszard Witke                   | Dieter Bokeloh                  | [ 49 ] [ 50 ]   |
| 14. februar 1965  | Westby                 | Snowflake                    |                                          | Toralf Engan                    | Jukio Kasaja                    | Dave Hicks                      | [ 51 ] [ 52 ]   |
| 14. februar 1965  | Willingen              | Mühlenkopfschanze            | Serija Kupus                             | Max Golser                      | Rudolf Doubek                   | Henrik Ohlmeyer                 | [ 53 ] [ 54 ]   |
| 15. februar 1965  | Cortina d’Ampezzo      | Trampolino Italia K72        |                                          | Giacomo Aimoni                  | Jiří Raška                      | Baldur Preiml                   | [ 55 ] [ 54 ]   |
| 16. februar 1965  | Arosa                  | Sprungschanzen Arosa         | Nočna tekma                              | Gilbert Poirot                  | Jean-Marie Poirot               | Sepp Zehnder                    | [ 56 ] [ 57 ]   |
| 20. februar 1965  | Immenstadt             | Mittag-Schanze               |                                          | Rudolf Höhnl                    | Sepp Zehnder                    | Max Bolkart                     | [ 58 ] [ 59 ]   |
| 20. februar 1965  | Ishpeming              | Suicide Hill                 | Paúl Bietila Memorial                    | Jukio Kasaja                    | John Balfanz                    | Dave Norby                      | [ 60 ] [ 61 ]   |
| 21. februar 1965  | Ishpeming              | Suicide Hill                 | Paúl Bietila Memorial                    | Dave Hicks                      | Jukio Kasaja                    | John Balfanz                    | [ 62 ] [ 61 ]   |
| 21. februar 1965  | Garmisch-Partenkirchen | Große Olympiaschanze         |                                          | Rudolf Doubek                   | Risto Tarkkila                  | Heribert Schmid                 | [ 63 ] [ 64 ]   |
| 24. februar 1965  | Brattleboro            | Harris Hill K88              |                                          | Sepp Lichtenegger               | Wolfgang Happle                 | Peter Müller                    | [ 65 ] [ 66 ]   |
| 28. februar 1965  | Kuopio                 | Puijo                        | Zimske igre Puijo                        | Topi Mattila                    | Pauli Ukkonen                   | Georg Thoma                     | [ 67 ] [ 68 ]   |
| 28. februar 1965  | Chamonix               | Le Mont                      | Pokal Kongsberg                          | Henrik Ohlmeyer                 | Giacomo Aimoni                  | Heini Ihle                      | [ 69 ] [ 70 ]   |
| 4. marec 1965     | Saporo                 | Okurajama                    | Igre Mijasama                            | Takaši Fudžisava                | Tamio Taguli                    | Toralf Engan                    | [ 71 ] [ 72 ]   |
| 7. marec 1965     | Saporo                 | Okurajama                    | Igre Mijasama                            | Takaši Fudžisava                | Hans Olav Sørensen              | Toralf Engan                    | [ 73 ] [ 74 ]   |
| 7. marec 1965     | Harrachov              | Čerťák                       |                                          | Josef Matouš                    | Rudolf Höhnl                    | Rudolf Doubek                   | [ 75 ]          |
| 7. marec 1965     | Planica                | Srednja Bloudkova            | Memorial Janeza Polde                    | Dieter Müller                   | Helmut Wegscheider              | Dieter Bokeloh                  | [ 76 ] [ 77 ]   |
| 8. marec 1965     | Kouvola                | Palomäen Hyppyrimäki         |                                          | Peter Lesser                    | Torgeir Brandtzæg               | Veit Kührt                      | [ 78 ] [ 79 ]   |
| 14. marec 1965    | Riezlern               | Köpfleschanze K69            |                                          | Peter Müller                    | Albino Bazzana                  | Dino De Zordo                   | [ 80 ]          |
| 18. marec 1965    | Kristiansand           | Storheia                     | Norveška turneja                         | Toralf Engan                    | John Balfanz                    | Hans Olav Sørensen              | [ 81 ] [ 82 ]   |
| 19. marec 1965    | Porsgrunn              | Rugtvedtkollen               | Norveška turneja                         | Hans Olav Sørensen              | Finn Viggo Amundsen             | Ole Arntzen                     | [ 83 ] [ 84 ]   |
| 21. marec 1965    | Rælingen               | Marikollen                   | Norveška turneja                         | Toralf Engan                    | Hans Olav Sørensen              | Erling Stranden                 | [ 85 ] [ 86 ]   |
| 22. marec 1965    | Drammen                | Drafnkollen                  | Norveška turneja                         | Toralf Engan                    | John Balfanz                    | Ole Arntzen                     | [ 87 ] [ 88 ]   |
|                   | Skupno:                | Skupno:                      | Norveška turneja                         | Hans Olav Sørensen              | Toralf Engan                    | John Balfanz                    | [ 87 ] [ 89 ]   |
| 19. marec 1965    | Mo i Rana              | Fageråsbakken NS             |                                          | Torgeir Brandtzæg               | Willy Johansen                  | Lars Grini                      | [ 90 ] [ 91 ]   |
| 21. marec 1965    | Mo i Rana              | Fageråsbakken GS             |                                          | Torgeir Brandtzæg               | Lars Grini                      | Georg Thoma                     | [ 92 ] [ 93 ]   |
| 20. marec 1965    | Zakopane               | Wielka Krokiew               | Memorial Czech-Marusarzówna              | Ryszard Witke                   | Piotr Wala                      | Aleksander Ivanikov             | [ 94 ] [ 95 ]   |
| 21. marec 1965    | Zakopane               | Wielka Krokiew               | Memorial Czech-Marusarzówna              | Piotr Wala                      | Ryszard Witke                   | Rainer Glaß                     | [ 96 ] [ 97 ]   |
| 21. marec 1965    | Rovaniemi              | Ounasvaara                   |                                          | Pauli Ukkonen                   | Paavo Lukkariniemi              | Seppo Hannula                   | [ 98 ] [ 90 ]   |
| 28. marec 1965    | Oberwiesenthal         | Fichtelbergschanze           | Pokal svobodnega tiska                   | Peter Lesser                    | Christoph Rölz                  | Roland Kluge                    | [ 99 ] [ 100 ]  |
| 28. marec 1965    | La Bresse              | Tremplin Lispach             |                                          | Giacomo Aimoni                  | Heini Ihle                      | Dalibor Motejlek                | [ 101 ] [ 102 ] |
| 28. marec 1965    | Kuusamo                | Rukatunturi                  |                                          | Bjørn Wirkola                   | Niilo Halonen                   | Pauli Ukkonen                   | [ 103 ] [ 104 ] |
| 5. april 1965     | Kiruna                 | Malmstabacken                |                                          | Niilo Halonen                   | Kurt Elimä                      | Piotr Wala                      | [ 105 ] [ 106 ] |
| 10. april 1965    | Kiruna                 | Malmstabacken                |                                          | Niilo Halonen                   | Kurt Elimä                      | Pauli Ukkonen                   | [ 107 ] [ 108 ] |